# Secret (倖田來未のアルバム)
『secret』（シークレット）は、2005年2月9日に発売の日本の歌手・倖田來未の4枚目のアルバムである。

## 解説
前作『feel my mind』から1年ぶりとなるオリジナルアルバム。アルバムとしては初の「CD」、「CD+DVD」の2形態で発売された。ジャケット写真もそれぞれ異なっている。
DVDにはシングル曲のPVに加え、アルバムから「Trust you」の撮り下ろしPVも収録されており、ベスト盤『BEST〜first things〜』のDVDに収録されていないPVも本作に収録されている。
DVDシングル「girls〜Selfish〜」収録曲である「Selfish」「SHAKE IT」「24」は本作で初CD化収録。また、PVも全て収録されている。
初回盤にはボーナストラックとして、Heartsdalesとコラボレーションした「It's a small world」のカヴァーが収録されている。さらに袋とじ(6ページ)付きブックレット仕様。
オリコンチャート3位を記録し、ヒットとなった記念として、「CD＋DVD」の初回盤仕様にさらに特典を追加した限定盤『secret special edition』が同年4月13日に緊急発売された。また同日には、本作からのリカットシングルとして「Hot Stuff feat. KM-MARKIT」が発売された。
現在、初回盤、special edition共に入手困難となっている。2007年3月28日に発売されたLIVE DVD「KODA KUMI LIVE TOUR 2006-2007〜second session〜」の初回盤は、本作の袋とじで使われた写真がジャケットに使われている。

## 収録内容

### CD
1. Intro 〜Get down〜 [1:27]
作曲・編曲：Daisuke"D.I"Imai
インスト曲
2. キューティーハニー [3:05]
作詞：Kurodo Q
作曲：Takeo Watabe
編曲：h-wonder
11thリカットシングル「LOVE & HONEY」1曲目
ブレイクのきっかけとなった曲でもあり、元々3rdアルバム『feel my mind』の初回限定ボーナストラックに収録されていたが、その後シングルカットされて大ヒットとなり、改めて再収録された。
3. Hot Stuff feat. KM-MARKIT [4:06]
作詞：Kumi Koda & KM-MARKIT
作曲・編曲：Daisuke“D.I”Imai
15thリカットシングル表題曲
「special edition」と同時発売。
4. Selfish [3:52]
作詞・作曲・編曲：Miki Watanabe
DVDシングル「girls〜Selfish〜」1曲目
5. hands [4:24]
作詞：Kumi Koda
作曲：Katsumi Onishi
編曲：h-wonder
14thシングル表題曲
6. Hearty… [3:31]
作詞：Kumi Koda
作曲・編曲：Y@suo Ohtani
7. SHAKE IT [3:45]
作詞：Kumi Koda
作曲・編曲：Daisuke"D.I"Imai
DVDシングル「girls〜Selfish〜」2曲目
8. 奇跡 [4:59]
作詞：Kumi Koda & Kosuke Morimoto
作曲：Kosuke Morimoto
編曲：Leo Nishikawa
13thシングル表題曲
9. Trust you [4:24]
作詞：Kumi Koda & Toru Watanabe
作曲：Toru Watanabe
編曲：Daisuke"D.I"Imai
10. Chase [4:59]
作詞：Kumi Koda
作曲：Kazuhiro Hara
編曲：h-wonder
12thシングル表題曲
11. LOVE HOLIC [4:24]
作詞：Kumi Koda
作曲：Tsutomu Yamasaki
編曲：h-wonder
13thシングルのカップリング曲。
12. 24 [5:40]
作詞：Kumi Koda & Hitoshi Shimono
作曲・編曲：Hitoshi Shimono
DVDシングル「girls〜Selfish〜」3曲目
13. Let's Party [4:37]
作詞：Hinaco
作曲：Junpei Takada
編曲：h-wonder
14. believe [4:27]
作詞：Kumi Koda
作曲：KAIDO
編曲：Masaki Iehara
15. Through the sky [5:29]
作詞：Kumi Koda
作曲・編曲：miwa furuse
14thシングルのカップリング曲。
16. It's a small world / Kumi Koda & Heartsdales
作詞・作曲：Richard M.Sherman/Robert B.Sherman
「初回盤・special edition」のみ収録のボーナストラック。
17. Hot Stuff feat.KM-MARKIT〜確変無想転生remix feat. UZI & KM-MARKIT〜
「special edition」のみ収録のボーナストラック。
15thリカットシングルのカップリング曲で、表題曲のリミックスバージョン。

### DVD
1. キューティーハニー
曲と共に話題になったクリップ。
2. Chase
3. 奇跡
4. Selfish
ベストアルバム『BEST 〜BOUNCE & LOVERS〜』のDVDにはダンスシーンを中心に再編集されたバージョンが収録されている。
5. SHAKE IT
6. 24
7. hands 〜album edition〜
シングル「hands」、ベストアルバム『BEST〜first things〜』に収録されているものとは別バージョン。
8. Trust you
撮り下ろしクリップで、このアルバムのみに収録。シングル「Hot Stuff feat.KM-MARKIT」のDVDには着物のシーンを中心にした再編集されたバージョンが収録されている。このクリップは「MTV Video Music Awards Japan2006」で、「BEST buzzASIA from JAPAN」を受賞。また同イベントで「Butterfly」のクリップが2冠受賞しており、合計3冠受賞した。
9. Hot Stuff feat.KM-MARKIT
「secret special edition」のみ収録のボーナスクリップ。シングル「Hot Stuff feat.KM-MARKIT」のDVD、ベストアルバム『BEST〜first things〜』のDVDにも収録。また『BEST 〜BOUNCE & LOVERS〜』にはダンスシーンを中心に再編集されたバージョンが収録されている。

## タイアップ
- 映画「キューティーハニー」主題歌 (#2)
- テレビ東京「流派-R」エンディングテーマ (#3)
- 「第20回東日本女子駅伝」テーマソング (#4)
- テレビ朝日系「内村プロデュース」エンディングテーマ (#5)
- コジマ フレッシュグレー2005テーマソング (#6)
- NHKJリーグ中継テーマソング (#8)
- MTVジャパン「buzz ASIA」(2005年3月度)テーマソング (#9)
- テレビ朝日系「さまぁ〜ずと優香の怪しい××貸しちゃうのかよ!!」エンディングテーマ (#10)
- MBS・TBS系「世界バリバリ★バリュー」エンディングテーマ (#11)
- 日テレ「サンクチュアリ/大人の聖域」テーマ曲 (#12)
- 集英社「MORE」CMソング (#13)
- 日テレ系「ザ・サンデー」エンディングテーマ (#15)
- 映画「80デイズ」主題歌 (#16)

## その他の収録アルバム (シングル曲除く)
- It's a small world / Kumi Koda & Heartsdales
  - 『OUT WORKS & COLLABORATION BEST』

## 収録ライブ映像 (シングル曲除く)
- Intro 〜Get down〜
  - 『secret 〜FIRST CLASS LIMITED LIVE〜』
- Trust you
  - 『secret 〜FIRST CLASS LIMITED LIVE〜』
- Let's Party
  - 『secret 〜FIRST CLASS LIMITED LIVE〜』
- It's a small world (Heartsdalesとの共演はなし)
  - 『KODA KUMI LIVE TOUR 2008 〜Kingdom〜』